# Kerktuin
Een kerktuin is een tuin, aangelegd bij/rondom een kerk. Doorgaans is de tuin rond de kerk een functioneel stuk groen rondom de kerk en is het verder geen thema binnen de geloofsgemeenschap. Bij enkele plaatselijke gemeenschappen krijgt de kerktuin meer aandacht. De tuin is dan aangelegd vanuit de gedachte dat ze een beeld kan weergeven van de kerkelijke gemeenschap. Het kan een eerste kennismaking zijn met de kerk, een uitnodiging om het "kerkelijke erf" te betreden. Een voorbeeld hiervan is de tuin van de rooms-katholieke parochie "Johannes de Doper" in Hoofddorp ingericht als stiltetuin en pluktuin. De stiltetuin kan dienen als plek voor bezinning terwijl de pluktuin een praktischer gebruik heeft: voor de bloemen in de zondagse eredienst. De bloemen worden in eigen beheer gekweekt, zonder gebruik van bestrijdingsmiddelen. Aandacht voor de kerktuin wordt dan ook gemotiveerd door zorg voor de schepping als geloofsthema.
Een thema dat verschillende kerktuinen hebben is de Bijbel. Het betreft vaak gebruiksplanten (zoals kruiden). In het Bijbelboek Hooglied staan relatief veel verschillende soorten genoemd. Aangezien de Bijbel voor een groot deel in het Midden-Oosten is ontstaan betreft het vaak planten uit deze regio en dan met het zwaartepunt in Israël en Palestina. Het klimaat in de Benelux wil nog weleens te koud zijn voor bepaalde soorten en dan gaat het met name om de winter. Soms lost men het op door deze planten als kuipplant te laten groeien die in het koude seizoen binnen worden gezet. Een andere oplossing is om gebruik te maken van nauw verwante winterharde soorten.
Tini Brugge is in Nederland een belangrijke stimulator van de aandacht voor kerktuinen. In verschillende publicaties heeft zij diverse mogelijkheden aangegeven om een kerktuin vorm te geven. Verder is zij een belangrijke spil in het netwerk van kerktuingroepen.